# Tomás Padró
Tomás Padró y Pedret (Barcelona, 1840-Barcelona, 1877) fue un pintor, ilustrador y caricaturista español.

## Biografía
Nacido en Barcelona el 11 de febrero de 1840, provenía de una familia de artistas. Su padre fue el escultor Ramón Padró y Pijoan y su hermano, Ramón Padró y Pedret, era también pintor. Estudió en la Escuela de Bellas Artes de Barcelona y más tarde en la Real Academia de Bellas Artes de San Fernando en Madrid. Aprendió de maestros como Claudio Lorenzale —en Barcelona—, Carlos Luis de Ribera y Federico Madrazo —en Madrid—, además de ser compañero de estudios de Mariano Fortuny, a través del cual conoció los dibujos de Paul Gavarni.

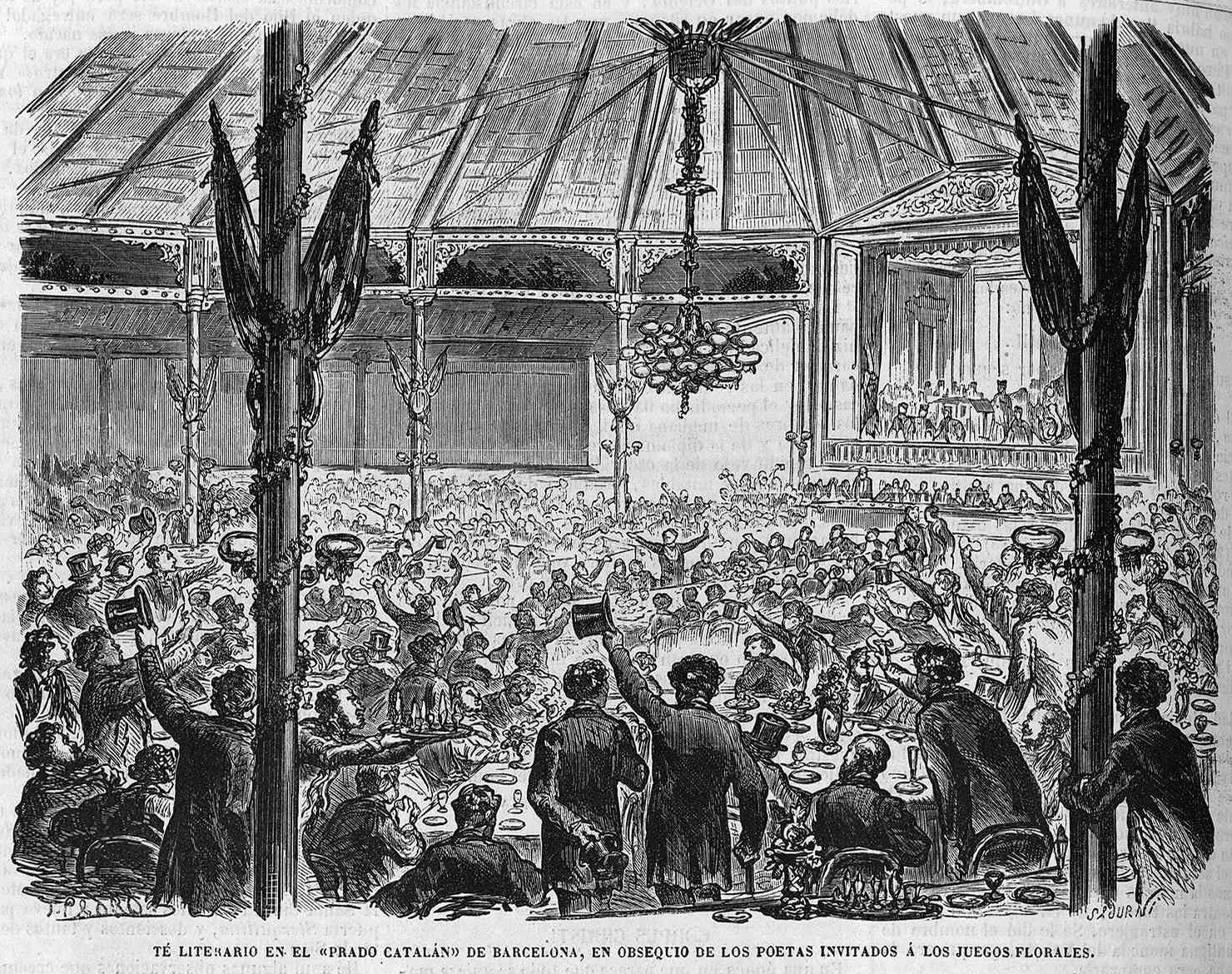
Té literario en el «Prado Catalán» de Barcelona, en obsequio de los poetas invitados a los Juegos Florales (El Museo Universal, 1868)

En 1867 viajó a París en compañía del escritor Francisco J. Orellana para ilustrar la obra La exposición universal de París, que después editaría Salvador Manero. Pintó en 1868 las vidrieras del ábside de la iglesia del Pino de Barcelona y el retrato de la abadesa del convento de San Juan de Jerusalén. En virtud de concurso obtuvo en 1869 la plaza de profesor de dibujo de la Escuela de Sordomudos de Barcelona, a la que renunciaría en 1875. También cultivó la crítica artística.
El inicio del periodo álgido de su carrera como ilustrador coincidió con la Revolución de 1868. Contrajo matrimonio en 1870 y tuvo tres hijos. Con la llegada de la monarquía de Amadeo I, marchó a Cartagena, donde trabajó como corresponsal artístico de La Ilustración Española y Americana. Falleció el 16 de abril de 1877, en Barcelona.

## Obra

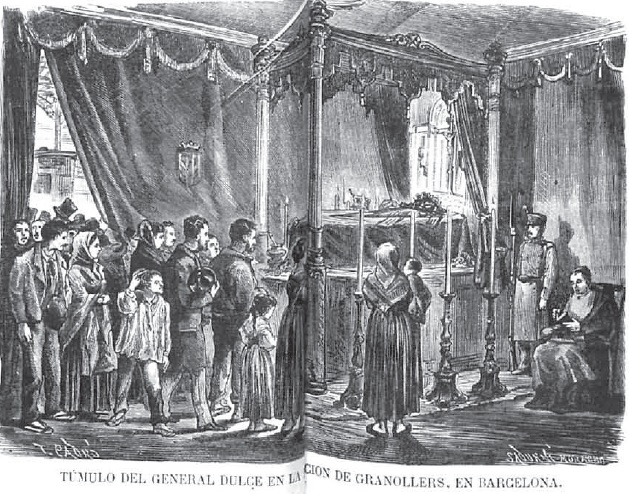
Túmulo del general Dulce en Granollers (La Ilustración Española y Americana, diciembre de 1869)

Cultivó gran variedad de géneros: caricatura política, ilustraciones históricas o historieta. Fue autor de un cuadro al óleo representando a Pelayo, aclamado en la montaña de Covadonga. En la Exposición celebrada en Madrid en 1863 presentó el lienzo La estación de un camino de hierro antes de partir el tren. Hizo los dibujos para la colección dramática El teatro selecto y para la obra de Víctor Balaguer Las calles de Barcelona. En la Exposición celebrada en Madrid en 1863 presentó el lienzo La estación de un camino de hierro antes de partir el tren.

Entre las obras de Padró, Elías de Molins destaca por su importancia la ilustración de la Historia de España de Lafuente, editada por Montaner y Simón, para la cual viajó por la península para visitar archivos bibliográficos y museos y tomar notas. Obtuvo el segundo premio en un concurso abierto por La Ilustración Española y Americana por su dibujo «D. Alfonso es la paz», así como sería elogiado el boceto que presentó junto con Antonio Caba para concurrir a un premio concedido por la Diputación Provincial de Barcelona.

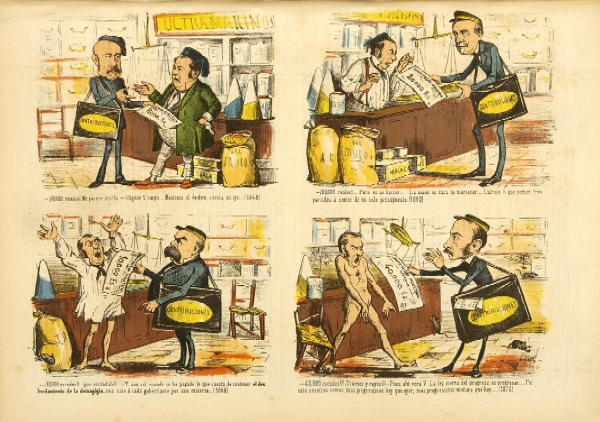
Historieta cómica de Tomás Padró, publicado en La Flaca, el 8 de mayo de 1870.

Colaboró en la revista satírica La Flaca —de la que ha sido considerado su principal dibujante— además de para otras publicaciones de la península como El Museo Universal, El Mundo Militar, La Ilustración Española y Americana, Lo tres de paper, Lo noy de la mare, El Tren, La Campana de Gracia, La Madeja Política, El Cañón Krupp o El Enigma; así como los almanaques El Tiburón, L'any nou o Lo Xanguet, entre otros. Sus ilustraciones también aparecieron en revistas extranjeras como L'Illustration, Illustrirte Zeitung y Le Monde Illustré.